# 阿提乌斯·拉贝奥
阿提乌斯·拉贝奥（英語：Attius Labeo）。约活动于公元1世纪前后。古罗马翻译家之一，他曾将古希腊作家荷马的作品《伊里亚特》与《奥德赛》翻译成为拉丁文的六音步诗，现已失传。但在一些其他作家的作品中得到了反映。